# Berthold von Reichenau
Berthold von Reichenau (* um 1030; † 11. März 1088) war ein wichtiger Chronist der Zeit König Heinrichs IV. Berthold war ein Schüler Hermanns von Reichenau, dessen Weltchronik er fortschrieb.
Hermanns Chronik reicht bis in das Jahr 1054. In diesem Jahr setzt Berthold mit seiner Chronik ein. Eine erste Fassung der Bertholdschen Chronik reicht dann bis zum Jahr 1066, in dem sie unvermittelt abbricht. Eine zweite Fassung beginnt zunächst mit einer umfangreichen Lebensgeschichte seines Lehrers und reicht dann bis zum Jahr 1080. Auch hier bricht der Text unvermittelt ab.
Die erste Fassung ist nicht als Handschrift, sondern nur durch einen Druck aus dem Jahre 1529 überliefert. Von der zweiten Fassung existieren zwei geringfügig differierende Handschriften, eine in der Österreichischen Nationalbibliothek in Wien, eine zweite im Archiv des Benediktinerkollegs Sarnen.
Da beide Fassungen vordergründig verschiedene Positionen vertreten, die erste eher königstreu-neutral, die zweite eindeutig pro gregorianisch, hielt man sie früher für zwei Werke verschiedener Chronisten. Galt zunächst die erste, kürzere Fassung als die „Original-Berthold“-Fassung – die zweite wurde einem „Schwäbischen Annalisten“ zugeschrieben – brachte eine stilkritische Studie des Historikers Bernhard Schmeidler 1938 das genau gegensätzliche Ergebnis: Die zweite Fassung sei „Original-Berthold“, die erste wurde nun zu einer „anonymen Kaiserchronik“, die Berthold als Quelle gedient haben soll. Erst der Historiker Franz-Josef Schmale konnte in jüngster Zeit die zweifache Urheberschaft Bertholds nachweisen.
Problematisch bleiben die vordergründig gegensätzlichen politischen Positionen der zwei Fassungen. Diese werden z. B. deutlich anhand der Beschreibung der Papstwahl des Jahres 1061. In der ersten, offensichtlich königstreu-neutralen Fassung akzeptiert Berthold die Wahl des Cadalus von Parma, also Heinrichs Kandidaten, und nennt den Kandidaten der Reformbewegung, Anselm von Lucca, einen Usurpator:
Nachdem Papst Nikolaus in Rom gestorben war, schickten die Römer dem König Heinrich eine Krone und andere Geschenke und riefen ihn wegen der Wahl eines Papstes an. Er rief alle Bischöfe Italiens zu sich und hielt in Basel einen allgemeinen Hoftag ab, setzte sich die von den Römern geschickte Krone auf und wurde zum Patrizier der Römer erklärt. Danach wählte er mit dem einstimmigen Rat aller den Bischof von Parma zum höchsten Bischof der römischen Kirche. In der Zwischenzeit usurpierte Bischof Anselm von Lucca unter Begünstigung gewisser Römer den Apostolischen Stuhl.
Die zweite Fassung hingegen brandmarkt die Cadalus-Wahl als Simonie und bezieht Stellung pro Anselm:
Nachdem Papst Nikolaus am 27. Juli in Rom gestorben war, schickten die Römer dem König Heinrich eine Krone und andere Geschenke und wandten sich wegen der Wahl eines Papstes an ihn. Er hielt in Basel ein Generalkonzil ab, setzte sich die von den Römern geschickte Krone auf und wurde zum Patrizier der Römer erklärt. Nach dem einstimmigen Rat aller und durch die Wahl der Gesandten der Römer wurde darauf Cadalus, Bischof von Parma, am 26. Oktober auf simonistische Weise zum Papst gewählt und Honorius genannt, nachdem, wie man sagt, viel Bestechungsgelder gegeben worden waren; er sollte das Papsttum niemals innehaben. Jedoch 27 Tage vor dessen Erhebung wurde der Bischof von Lucca mit Namen Anselm von den Normannen und einigen Römern zum 157. Papst geweiht und Alexander genannt; er regierte zwölf Jahre lang.
Die gegensätzlichen politischen Positionen der zwei Fassungen erklären sich aus dem Zeitpunkt des Verfassens sowie aus der Situation des Klosters Reichenau. Berthold wird die Chronik in der ersten Fassung durch jährliche Eintragungen fortgeschrieben haben, also noch bevor die weitreichenden Reformen Gregors VII. einsetzten. Berthold, dessen Kloster Reichenau zu diesem Zeitpunkt als Reichskloster unter königlicher Schutzherrschaft stand, scheint also die Position Heinrichs zu vertreten. Dennoch nennt er bereits in dieser Fassung die Investitur des Bamberger Bischofs Ricimann im Jahre 1065 Simonie, wahrscheinlich als Auswirkung der reformerischen Bemühungen der deutschen Päpste zur Zeit Heinrichs III. Damit wird aber schon deutlich, dass Bertholds Position so königstreu nicht ist. Dies tritt in der zweiten, später überarbeiteten Fassung deutlich zu Tage: Heinrich IV. hatte in der Zwischenzeit dem Kloster zwei Äbte, Meginward und Ruotbert, aufgezwungen, nach Ansicht des Klosters Simonisten. Unter dem darauffolgenden Abt, dem wieder vom Konvent gewählten und papsttreuen Ekkehard, vollzog das Kloster einen Parteiwechsel vom König zum Papst – und auch zum Gegenkönig Rudolf von Rheinfelden. Ein Wechsel, den auch Berthold offensichtlich mitgetragen hat.

### Edition
- Ian Stuart Robinson (Hrsg.): Bertholds und Bernolds Chroniken. Lateinisch und deutsch. Übersetzt von Helga Robinson-Hammerstein, Wiss. Buchgesellschaft, Darmstadt 2002. (Ausgewählte Quellen zur deutschen Geschichte des Mittelalters; Freiherr vom Stein-Gedächtnisausgabe; 14). ISBN 3-534-01428-6. Enthält u. a.: Ian Stuart Robinson: Die Bertholdchronik: Einleitung, S. 1–10; Bertholdchronik (Erste Fassung), S. 19–33; Bertholdchronik (Zweite Fassung), S. 35–277. (Rezension)
- Ian Stuart Robinson (Hrsg.): Die Chroniken Bertholds von Reichenau und Bernolds von Konstanz 1054–1100. (= Monumenta Germaniae Historica. Scriptores Rerum Germanicarum. Nova Series; XIV), Hannover 2003, ISBN 3-7752-0214-5 (digitale Edition).

### Sekundärliteratur
- Friedrich Wilhelm Bautz: BERTHOLD von Reichenau. In: Biographisch-Bibliographisches Kirchenlexikon (BBKL). Band 1, Bautz, Hamm 1975. 2., unveränderte Auflage. Hamm 1990, ISBN 3-88309-013-1, Sp. 554 (Artikel/Artikelanfang im Internet-Archive).
- Helmut Plechl: Berthold von der Reichenau. In: Neue Deutsche Biographie (NDB). Band 2, Duncker & Humblot, Berlin 1955, ISBN 3-428-00183-4, S. 165 f. (Digitalisat).
- Franz-Josef Schmale: Berthold von Reichenau In: Die deutsche Literatur des Mittelalters, Verfasserlexikon 1 (1978), S. 823f.
- Bernhard Schmeidler: Berthold als Verfasser der nach ihm benannten Annalen bis 1080 und das Verhältnis seiner Arbeit zur Chronik Bernolds. In: Archiv für Urkundenforschung, 15 (1938), S. 159f.
- Georgine Tangl: Die Chroniken Bertholds und Bernolds. In: Deutsche Geschichtsquellen im Mittelalter. Die Zeit der Sachsen und Salier 2, herausgegeben von Wilhelm Wattenbach / Robert Holtzmann. Neuausgabe besorgt von Franz-Josef Schmale. Weimar 1967.
- Wilhelm Wattenbach: Berthold von der Reichenau. In: Allgemeine Deutsche Biographie (ADB). Band 2, Duncker & Humblot, Leipzig 1875, S. 549.